# 메시나 신부
《메시나 신부》(Die Braut von Messina)는 프리드리히 실러가 그리스 고전 작품의 형식과 내용을 18세기 독일 연극 무대에 옮겨 놓은 작품이다. 당시에는 부정적인 평가를 피할 수 없었지만 현재에는 실러의 가장 중요한 작품 중 하나로 평가받는다.

## 배경
실러는 ＜군도＞로 18세기 독일 유례없는 성공을 거두며 독일의 셰익스피어로 부상했다. 그러나 그리스 고전 비극의 형식과 내용을 담은 ‘메시나 신부’는 냉담한 평가를 받았다. 브렌타노는 이 작품을 ‘속속들이 지루하고, 기괴하고 웃기지도 않는 한심한 졸작’이라고 표현하기도 했다.
메시나의 영주가 죽고 영주 부인인 이사벨라는 반목 중인 두 아들을 메시나로 불러들인다. 이들을 화해시켜 통치를 이어 나가기 위해서다. 두 아들은 각자 사랑에 빠져 있다. 사랑에 들뜬 마음은 오랜 마음의 골을 메우게 되고 이들은 이사벨라가 보는 앞에서 극적으로 화해한다. 이사벨라는 이제 모두에게 숨겨 왔던 비밀을 털어놓는다. 이사벨라는 태어나자마자 죽을 운명이었던 여자아이 하나를 몰래 낳아 숨겨 키웠던 것이다. 그때 이 비밀을 유일하게 알고 있었던 이사벨라의 충직한 신하 디아고가 등장해 불길한 소식을 전한다.
＜메시나 신부＞는 형제간의 갈등, 증고, 질투, 사랑, 근친상간, 결투, 살인, 죽음, 화해 등을 주제로 하고 있다. 소재 또한 소포클레스나 에우리피데스의 그리스 비극에 부합한다. 한 인물의 잘못이 전체 가문의 몰락을 가져 온다는 그리스 고전 비극의 틀에서도 벗어나지 않는다. 그러나 실러는 이 작품을 종교적이고 신화적인 범주에 가두어 놓지 않고 살아 있는 우리 인간들의 문제로 그려 냄으로써 시간을 뛰어넘는 새로운 시대적 문제를 다룬다. ＜메시나 신부＞가 고전극의 형식과 내용을 따르고 있지만 현대적인 작품으로 평가받는 이유다.